# Hohberge
Die Hohberge sind eine Binnendüne in den Waldgemarkungen von Mörfelden und Egelsbach in Südhessen.

## Geografie und Beschreibung
Die Hohberge gehören bei einer Länge von 3,7 km und einer durchschnittlichen Breite von etwa 100 Meter zur Gattung der Längsdünen und verlaufen in West-Ost-Richtung. Die Hohberge beginnen im „Staatsforst Mörfelden“ am Südostrand von Mörfelden und enden im Südwesten der Gemarkung Egelsbach. Die Gemarkungsgrenze von Erzhausen folgt im Ostteil der Düne ihrem südlichen Rand.
Die höchste Stelle der Düne mit 119 Meter über Normalhöhennull befindet sich den Angaben der Topographischen Karte etwa 500 Meter vor dem östlichen Ende an der Leeseite (49° 58′ N, 8° 37′ O) in der Gemarkung Egelsbach. Der östliche Teil der Hohberge wird „Heegberg“ (auch: „Hegberg“ und „Hege-Berg“) genannt.
Den Nordrand der Düne begleitet der Hegbach in geringem Abstand. Südlich der Hohberge fließt in weitem Abstand der Bach von Erzhausen. Die Bundesautobahn 5 quert das Dünengebiet etwa mittig.

## Geologie
Die Sanddüne wurde im kalten Tundrenklima durch Sandaufwehungen aus pleistozänem Flugsand am Ende der Weichseleiszeit gebildet.
Die West-Ost-Ausrichtung ergab sich aus der vorherrschenden Windrichtung.
Die Flugsanddünen sind Teil eines ca. 130 Kilometer langen Dünenzugs, der sich von Rastatt bis nach Mainz erstreckt.

## Flora
Die Hohberge lassen sich in verschiedene Vegetationseinheiten untergliedern:
1. Kiefernmischwald
2. Pfriemengras-Steppenrasen
3. lockerer Silbergras-Trockenrasen
4. xerothermer Pfriemengras-Trockenrasen

## Toponyme

### Heegbach
1. Erzhausen: Der Heegbach
2. Mörfelden: An der neuen Heegbach

### Hecke und Hege
1. Erzhausen: Der Heegberg
2. 1331 an der Heckin
3. 1532 Am heck berge
4. 1541 zyhen die hege hinuff
5. 1552 Das erst hege feld
6. 1575 hoegberge
7. heute Heegberg[2]

## Bildergalerie

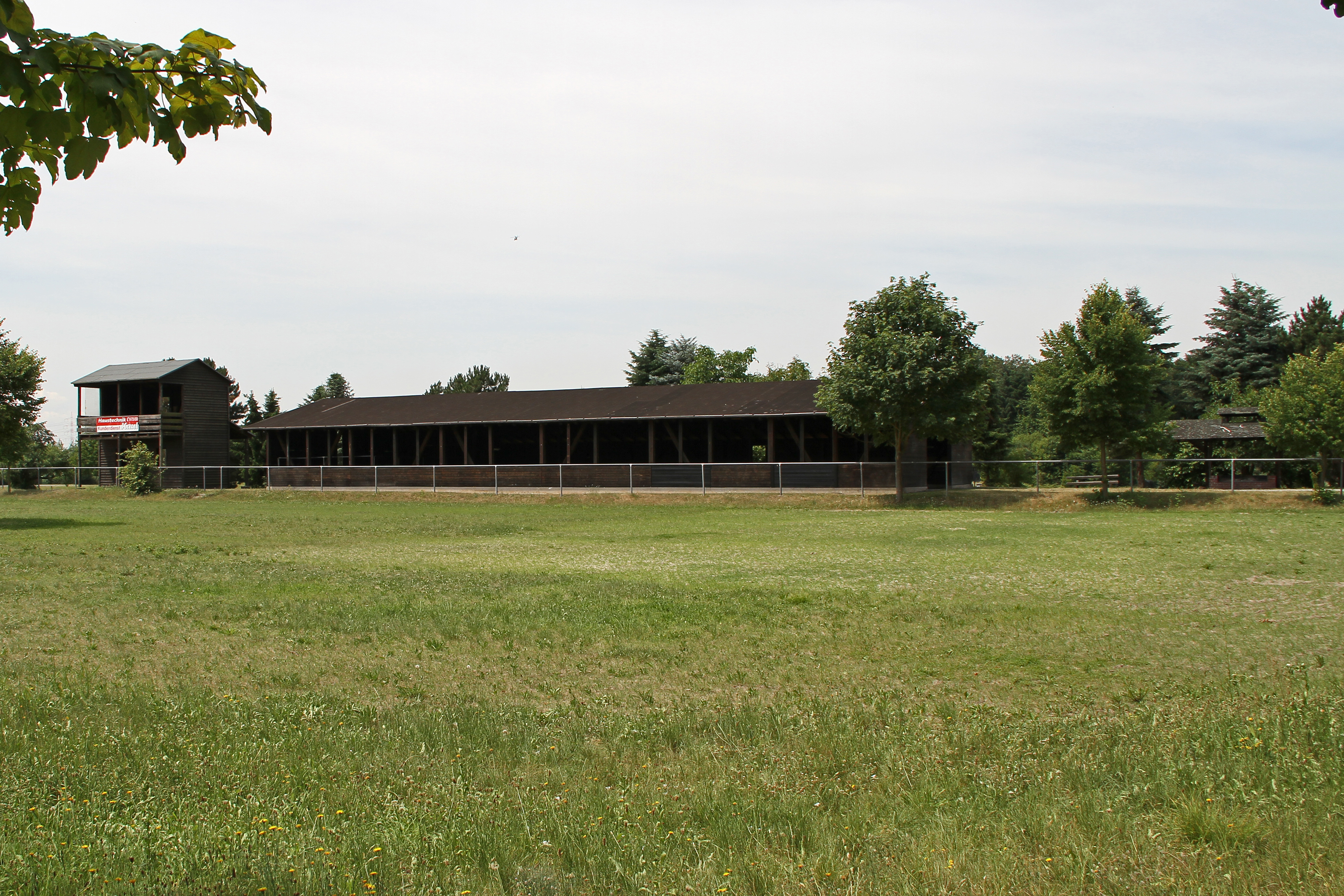
Heegberghalle (2008)
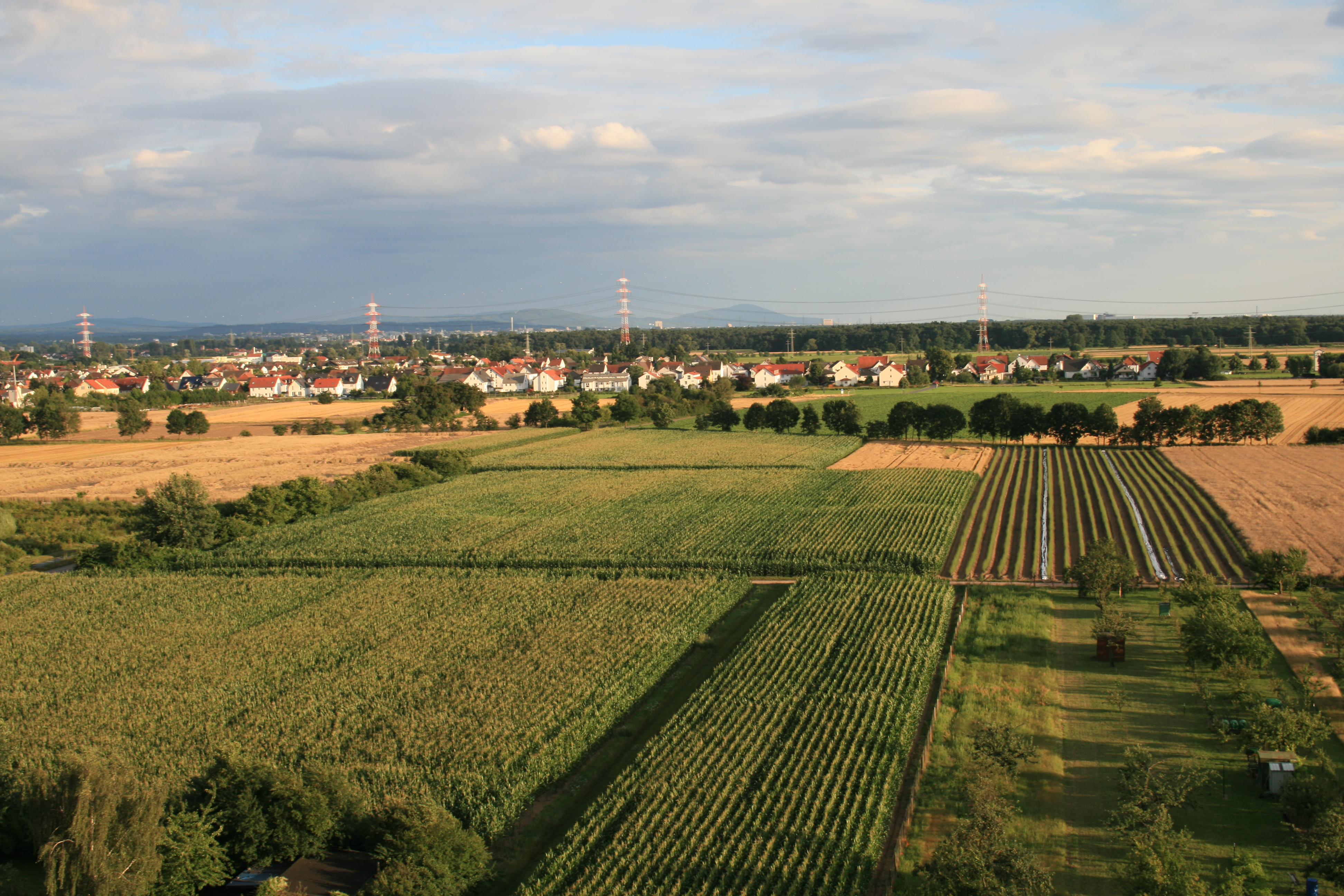
Blick vom Heegberg nach Süden (2009)
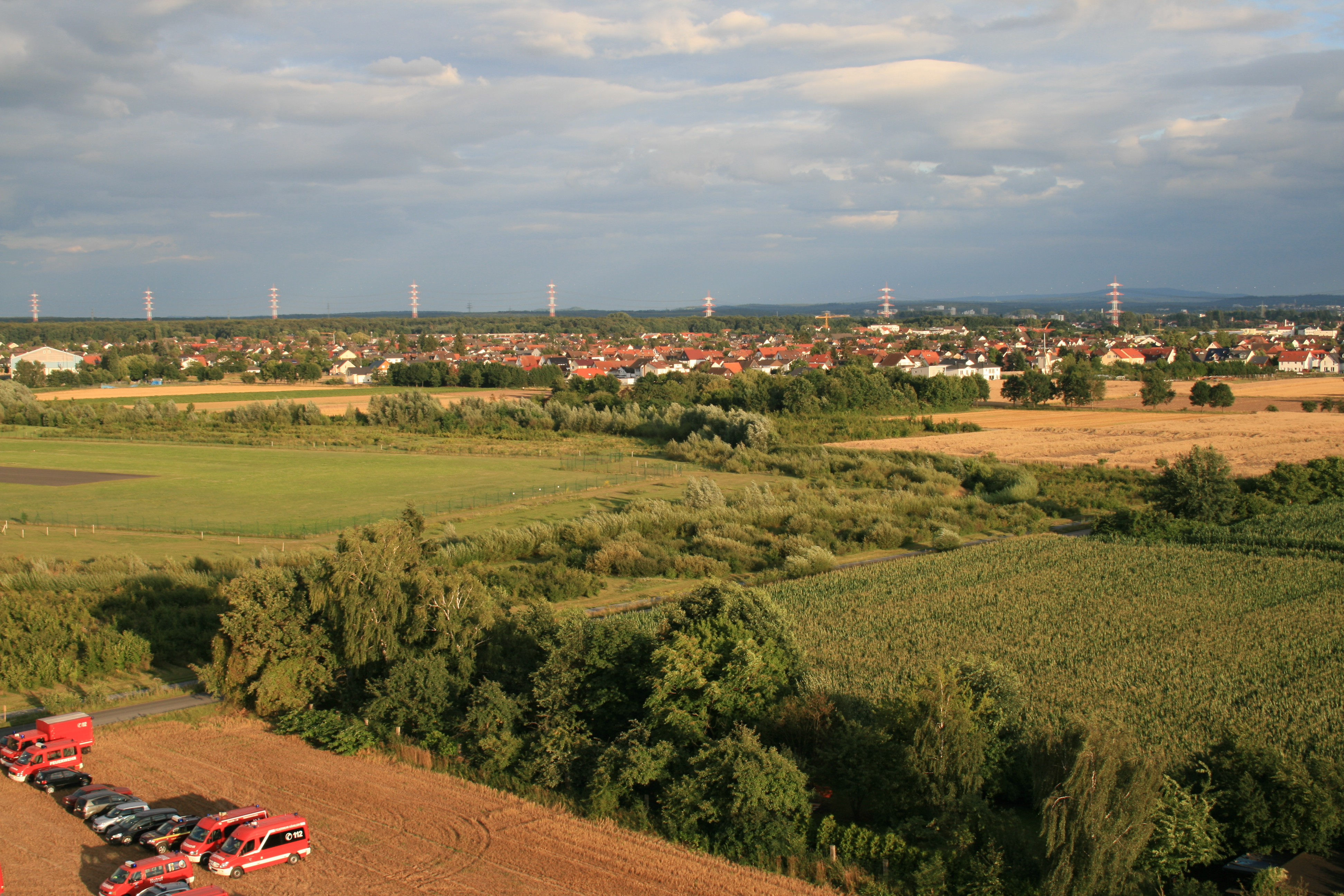
Blick vom Heegberg nach Südosten (2009)

## Sonstiges
Am Südostrand der Hohberge befindet sich die „Heegberghalle“, ein Grillplatz, ein Reitplatz und ein Waldkindergarten („Heegbachwichtel“).